# Mount Ethelbert
Mount Ethelbert är ett berg i Kanada.   Det ligger i provinsen British Columbia, i den centrala delen av landet, 3 100 km väster om huvudstaden Ottawa. Toppen på Mount Ethelbert är 2 901 meter över havet, eller 25 meter över den omgivande terrängen. Bredden vid basen är 0,06 km.
Terrängen runt Mount Ethelbert är huvudsakligen bergig. Trakten runt Mount Ethelbert är nära nog obefolkad, med mindre än två invånare per kvadratkilometer.. Det finns inga samhällen i närheten. 
Trakten runt Mount Ethelbert består i huvudsak av gräsmarker.